# Lo Prado
Lo Prado és un comú a la Província de Santiago (Xile). D'acord amb el cens del 2002 de l'Institut Nacional d'Estadística, Lo Prado té una àrea de 6,7 km² i té una població de 104.316 habitants (50.608 homes i 53.708 dones). Es nota una davallada d'un 6% (6.617 persones) entre el 1992 i el 2002. La població projectada del 2006 era de 98.983 habitants.

## Estadístiques
- Població sota el llindar de la pobresa: 11,6% (2006)
- Índex de qualitat de vida regional: 81,8 (alt) (2005)
- Índex de Desenvolupament Humà: 0,715 (100 sobre 341) (2003)

## Administració
Com a comuna que és, Lo Prado és una divisió administrativa de tercer nivell de Xile administrat per un consell municipal, liderat per un alcalde que és directament elegit cada quatre anys. L'alcalde entre el 2008 i el 2012 era Gonzalo Navarrete Muñoz.

## Cultura
Lo Prado és conegut per Catalunya com a lloc d'una de les colles castelleres més prestigioses de fora l'àmbit dels Països Catalans: els Castellers de Lo Prado.